# Winston Mankunku Ngozi
Winston Mankunku Ngozi (Retreat, Cape Town, 1943 – Fokváros, 2009. október 12.) dél-afrikai szaxofonos.

## Pályakép
Zenész család első gyermekeként született Fokföldön. Hétéves korában már zongorázott, később klarinétozni és trombitálni is megtanult. Tinédzserként a szaxofonok felé fordult. A legjelentősebb hatással John Coltrane, a zongorista Merton Barrow és a basszusgitáros Midge Pike volt rá.

## Lemezek
- Yakhal’ Inkomo (1968, with Lionel Pillay, Agrippa Magwaza, Early Mabuza)
- The Bull and The Lion (1976, with Mike Makhalemele, Trevor Rabin, Ronnie Robot and Neil Cloud)
- Winston Mankunku & Mike Perry Jika (1987, with Richard Pickett, Mike Campbell, Bheki Mseleku, Russell Herman, Claude Deppa, Lucky Ranku)
- Winston Mankunku & Mike Perry Dudula (1996, with Spencer Mbadu, Richard Pickett, Errol Dyers, Charles Lazar, Buddy Wells, Marcus Wyatt, Graham Beyer, The Merton Barrow String Quintet)
- Molo Africa (1997–1998, with Feya Faku, Tete Mbambisa, Errol Dyers, Basil Moses, Lionel Beukes and Vusi Khumalo)
- Abantwana be Afrika (2003, with Andile Yenana, Herbie Tsoaeli, Prince Lengoasa and Lulu Gontsana)